# Castroponce
Castroponce ou Castroponce de Valderaduey est une commune de la province de Valladolid dans la communauté autonome de Castille-et-León en Espagne.

## Sites et patrimoine
- Église Santa María
- Ancienne forteresse